# Sant Esteve de Mont-ras
L'església parroquial de Sant Esteve de Mont-ras és una església situada dins el terme municipal de Mont-ras, al Baix Empordà. Existent des del 1196, era coneguda aleshores com a "torroella de Mont-ras". El temple actual comença a bastir-se el 1593. Mont-ras formà part del municipi de Palafrugell fins a la seva segregació a mitjans del segle xix.

## Descripció
Edifici d'una nau amb capelles laterals, absis poligonal i coberta a dues vessants. La façana lateral orientada al sud presenta una interessant porta d'inspiració clàssica oberta al mur corresponent a les capelles laterals. És rectangular i té damunt la llinda una petxina en relleu i tres pinacles amb esferes com a elements decoratius. En aquesta mateixa façana s'obren, a la part central del mur de la nau, dues finestres d'arc apuntat i un torre cilíndrica adossada que conté l'escala d'accés al cor i al terrabastall. Finalment hi ha, a la part superior, quatre petites obertures d'arc de mig punt, entre les quals apareixen petites espitlleres. La façana de ponent presenta una porta d'arc de mig punt adovellat i una senzilla rosassa, i a la part superior petites obertures i sageteres. El parament lateral nord no té cap obertura, llevat de les de la part del terrabastall, i el mateix s'esdevé a l'absis. A l'interior, la nau té arcs torals apuntats i volta de creueria amb claus i impostes decorades. El cor està situat als peus del temple, amb un interessant arc carpanell de suport.

## Notícies històriques
L'edifici actual de Sant Esteve de Mont-ras és obra del segle xvi, segons consta a la llinda d'una porta interior (1599), tot i que l'església apareix esmentada documentalment des del darrer quart del segle xviii i el segle xiv com a sufragània de la de Sant Martí de Palafrugell.
Actualment el fons documental es troba custodiat per l'Arxiu Diocesà de Girona que ha microfilmat i digitalitzat el fons i n'ha cedit una còpia a l'Arxiu Municipal de Palafrugell.